# Günter Schumann (Bildhauer)
Günter Schumann (* 1941 in Neuwernsdorf) ist ein deutscher Bildhauer. Sein Werkstoff ist seit 1967 Holz, das er unter anderem mit der Motorsäge bearbeitet.

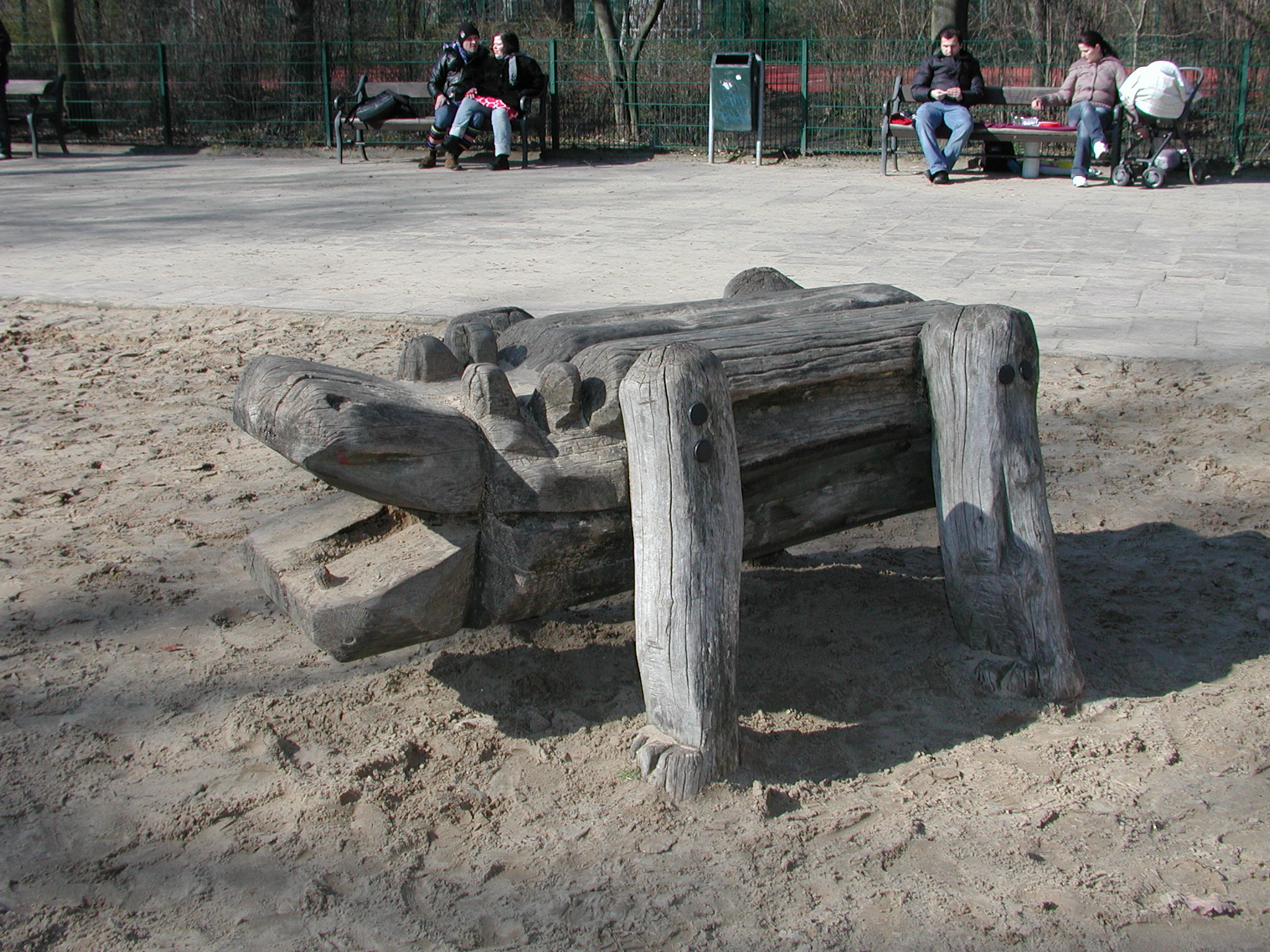
„kleines Flusspferd“ im Stadtpark Lichtenberg

## Leben
Schumann wuchs in der DDR auf. Er machte dort eine Ausbildung als Holzbildhauer, danach betätigte er sich als Kunsthandwerker und produzierte viele Tier-Skulpturen. Durch einen Bericht des Kulturmagazins „Das Magazin“ über ihn schaffte er den künstlerischen Durchbruch. Anfang der 1970er Jahre bekam er vom Künstlerverband Leipzig den Auftrag, eine Fußballmannschaft aus Holz herzustellen. Die Figuren missfielen dem Auftraggeber, er musste sie nacharbeiten. Danach nahm Schumann keine Auftragsarbeiten mehr an.
Zur VIII. Kunstausstellung 1977/78 in Dresden stellte er einen Trabi aus Holz her, der den Veranstaltern nicht gefiel, sodass er wieder ausgeladen wurde. Seine Reaktion darauf war, dass er den „Holz-Trabi“ nach Dresden bringen ließ und in der Innenstadt „ausstellte“. Das Auto wurde nach einigen Tagen von den Behörden abgeschleppt und vor seine Haustür gestellt.

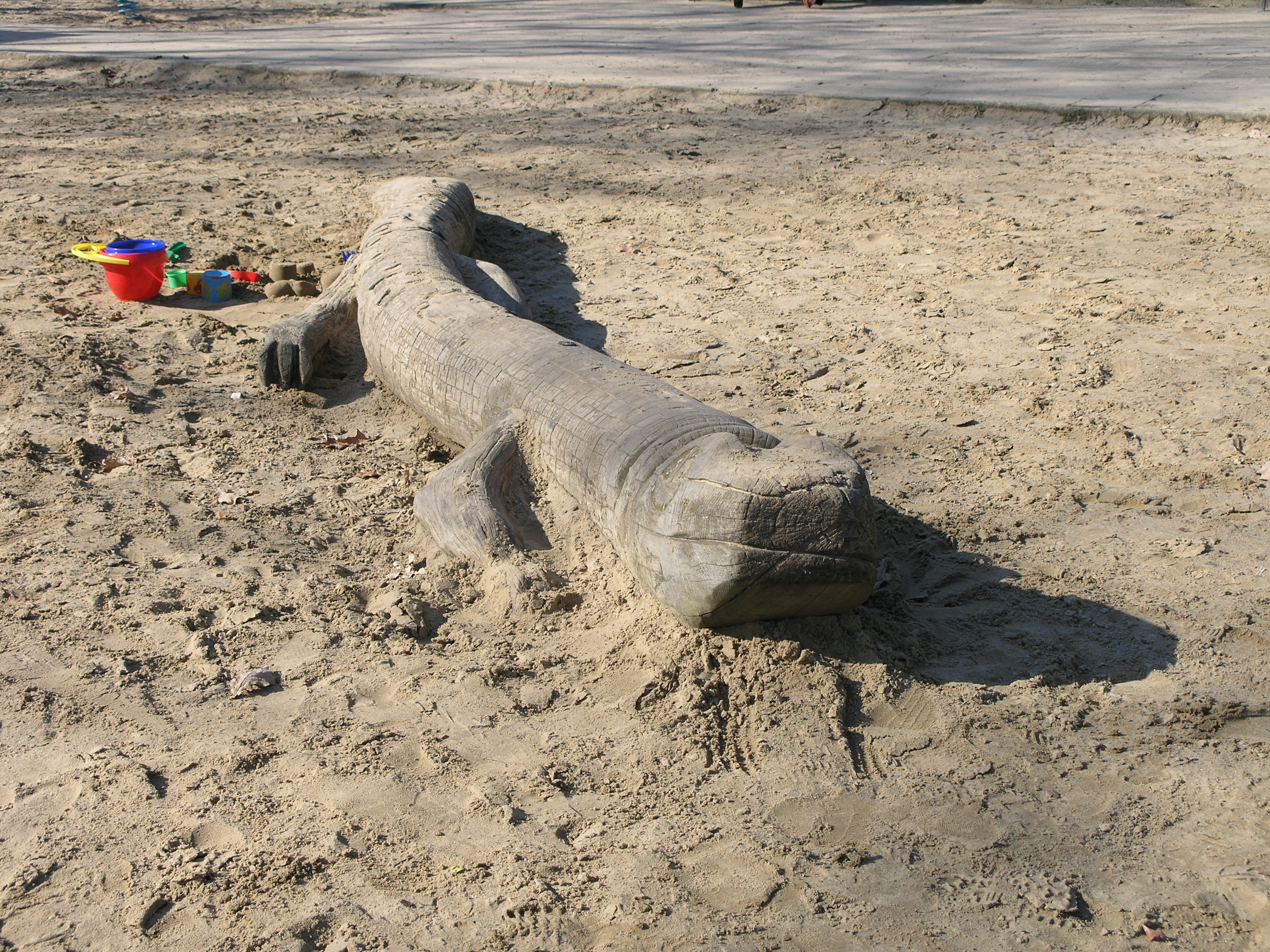
„Krokodil“ auf dem Kinderspielplatz

Ende der 1970er Jahre stellte Schumann sein drittes Werk, einen hölzernen Hundert-Mark-Schein mit dem Bild von Karl Marx her, womit er auf den Widerspruch zwischen der Bedeutung des Geldes und der Marx’schen Theorie aufmerksam machen wollte; wiederum eckte er damit an. Für einen Kinderspielplatz im Berliner Stadtpark Lichtenberg fertigte er fünf Tierfiguren an, die 1980 dort aufgestellt wurden und von denen immer noch drei erhalten sind. In der Bundesrepublik war man auf seine Tierskulpturen aufmerksam geworden, er wurde mehrmals in den Westen eingeladen, durfte aber nicht ausreisen. Nun zog er sich von der Holzbildhauerei erst einmal zurück. Ab 1989 stellte er wieder Skulpturen her, vorwiegend Tiere.
Seit 1996 lebt Schumann in Woserin in Mecklenburg-Vorpommern. Nach der Wiedervereinigung begann er mit der Herstellung „kritischer“ Skulpturen, die aktuelle Themen aufnehmen. Die erste Arbeit war Der Bahnhof Bad Kleinen, mit der er den Tod des RAF-Terroristen Wolfgang Grams bei einem GSG-9-Einsatz in Bad Kleinen verarbeitet. Mit Stralsund. Die Verbringung thematisierte er den Tod eines Obdachlosen, der im Winter von Stralsunder Polizisten außerhalb der Stadt ausgesetzt wurde und erfror.
Mit einer Holzskulptur mit dem provokativen Titel Arschficker geriet er 2005 in Konflikt mit der Justiz. Die Skulptur zeigt zwei Polizisten beim Analverkehr, was einen realen Vorfall in der Polizeischule Bautzen als Vorbild haben soll. Das Werk, das er für einen „Publikumstest“ auf einem Anhänger vor dem Amtsgericht in Schwerin aufstellte, wurde von der Schweriner Polizei beschlagnahmt. Danach fertigte Schumann die Skulptur ein zweites Mal an. Nun folgte eine Anzeige wegen Beleidigung und der Verbreitung pornographischer Schriften, er sollte nun gar auf seinen Geisteszustand untersucht werden, jedoch musste eine bestellte Amtsärztin unverrichteter Dinge seinen Hof verlassen. Über den Fortgang des im Herbst 2005 angedrohten Prozesses wegen Beleidigung sind keine öffentlichen Informationen bekannt. Mit der Herstellung von Hundert Hitler für Mecklenburg verarbeitete Schumann das Thema Rechtsradikalismus.